# 細田謙蔵
細田 謙蔵（ほそだ けんぞう、1858年〈安政5年〉 - 1945年〈昭和20年〉）は、日本の漢学者、書家、大学教授。号は剣堂。

## 経歴
鳥取県倉吉市出身。巻菱湖書を学び、東京の二松學舍で漢学を学んだ。その後、中国に渡り、漢学と書道を研鑽した。
二松學舍大学、中央大学、大東文化学院、東京高等師範学校、東京女子高等師範学校などの諸学校で教授を務めた。
根岸信五郎の道場・有信館に入門し、神道無念流剣道も学んだ。富山県の旅館を定宿としており、当時そこで丁稚をしていた中山博道に有信館を紹介した。